# Euríal (Eneas)
|  | Aquest article tracta sobre el company d'Eneas. Vegeu-ne altres significats a «Euríal». |

Euríal (en grec Εὐρύαλος) en la mitologia grega va ser un dels companys d'Eneas. Era un jove de gran bellesa i amic de Nisos, al qual ajudava sempre en les seues comeses. Va morir al costat seu en un combat contra els rútuls.